# 장문 (사진)

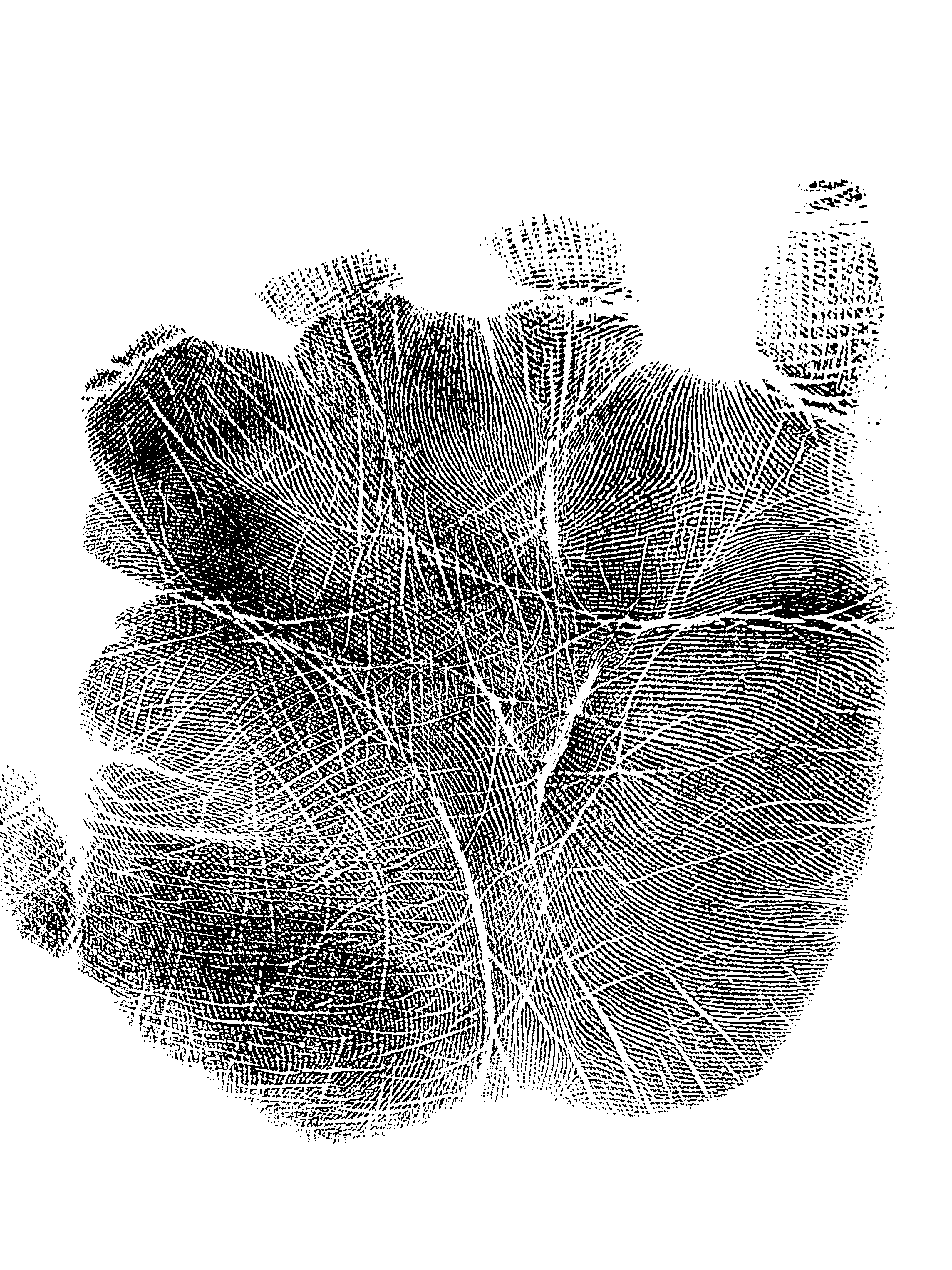
여자의 오른쪽 장문

장문(掌紋)은 손의 손바닥 부위에서 얻은 사진을 말한다. 온라인 이미지(예: 스캐너 또는 CCD로 촬영) 또는 이미지가 잉크 및 용지로 찍은 그림 일 수도 있다.
손바닥 자체는 주요 선, 주름(2차선) 및 표피융기 부분으로 구성 된다. 또한 손바닥과 다른 손바닥을 비교할 때 사용할 수 있는 질감, 굴곡 및 자국과 같은 다른 정보도 포함한다는 점에서 지문과 다르다.
장문은 범죄, 법의학 또는 상업적 용도에서 사용할 수 있다. 일반적으로 손바닥의 뭉툭한 부분에서 나온 장문은 범죄를 저지르는 동안 범죄자의 장갑이 미끄러져 보호되지 않은 손의 일부가 노출되어 범죄 현장에서 종종 발견된다.

## 장문

### 1. 가는 선의 수
지문의 중심점과 세선교점(triradius)을 연결한 다음에 그 선에 닿는 가는 금을 센다.
가는선 수의 차이는 염색체 이상에서 현저하게 나타난다. 정상인 여자(XX)의 경우에 가는 선의 수가 12인데, 정상인 사람보다 X염색체가 하나 더 많은 경우(XXX)에 가는 선의 수는 8개 밖에 되지 않는다. 또한 X염색체가 하나만 있는 터너 증후군(XO)인 여자의 경우에는 가는 선의 수가 정상인 사람보다 33개로 현저하게 많다. 열손가락의 가는 선의 수를 모두 더하면 그것이 전체 가는 선의 수가 된다. 이 가는 선의 수는 궁상문인 경우에는 셀 수 없다. 열손가락의 가는 선의 수를 모두 더하면 그것이 전체 가는 선의 수가 된다. 사람의 가는 선의 수는 0에서 300 사이에 있다.
XO-160 XY-145 XX-130 XXX-115

### 2. 손바닥 무늬
커민스 박사에 의하면 다운증후군은 21번 염색체의 삼염색체성에 의하여 나타나며, 대부분의 경우 열손가락이 모두 을종제상문이 된다. 또 정상인 경우에는 네 번째 손가락 지문에 갑종제상문이 잘 나타나지 않지만 다운증후군인 경우에는 아주 빈번히 나타난다. 그리고 정상인 사람은 손바닥의 세선교점이 손목 가까이 아래쪽에 존재하나, 몽고병 환자나 심장병 환자들은 그것이 손바닥 가운데 혹은 위에 존재한다.
(제상문 : 말굽처럼 굽어 있는 모양의 지문. 말굽형이라고도 함.)

## 참고 문헌
위키미디어 공용에 장문 관련 미디어 분류가 있습니다.
1. ↑  Zhang, D. (2004). Palmprint Authentication, Kluwer Academic Publishers.
2. ↑  Fisher, Barry A.J. Techniques of Crime Scene Investigation. Boca Raton, CRC Press. 2004.
3. ↑  “FBI — Forensic Spotlight: A New Investigative Biometric Service: The National Palm Print System”. 《FBI》.